# رود لوستا
رود لوستا (انگلیسی: Losta) یک رودخانه در استان ولوگدای کشور روسیه است.